# Milani (Bosiljevo)
Pour les articles homonymes, voir Milani.
Milani est une localité croate dans la municipalité de Bosiljevo, comté de Karlovac.

## Géographie
Il est situé à une altitude de 210 m au-dessus du niveau de la mer, à 79 km de la capitale nationale, Zagreb.

## Démographie
Au recensement de 2011, la population totale de la ville était de 10 habitants.